# Hippeis
Im antiken Athen zur Zeit der attischen Demokratie waren die Hippeis (altgriechisch ἱππεῖς ‚Reiter‘; zu ἵππος hippos, deutsch ‚Pferd‘) die zweithöchste der vier Bevölkerungsschichten (Zensusklassen). Die Einteilung der Athener Polis in Zensusklassen wurde im Jahr 594 v. Chr. durch die Verfassungsreform von Solon eingeführt.
Als Angehöriger dieser Schicht war der Bürger zum Wehrdienst als Reiter verpflichtet und hatte die Zugangsmöglichkeit zu höheren Ämtern.
Die Reiter in Athen waren im Hipparcheion kaserniert. Sie wurden von Hipparchen (Reiteroberst) befehligt, in Sparta von den Hipparmosten.
Die anderen drei Zensusklassen in Athen waren Pentakosiomedimnoi, Zeugiten und Theten.